# Setaria parviflora

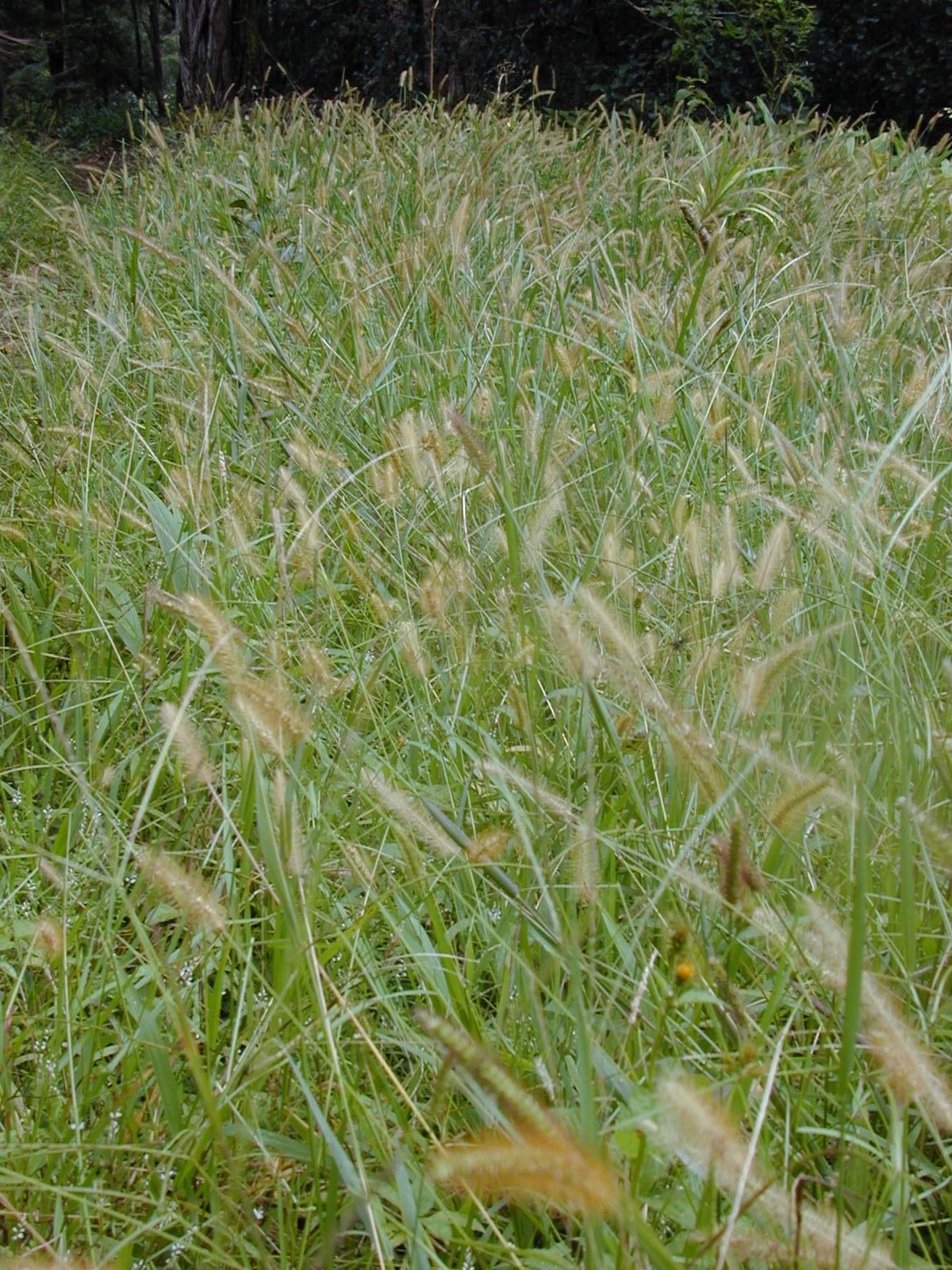
Vista de la planta en su hábitat

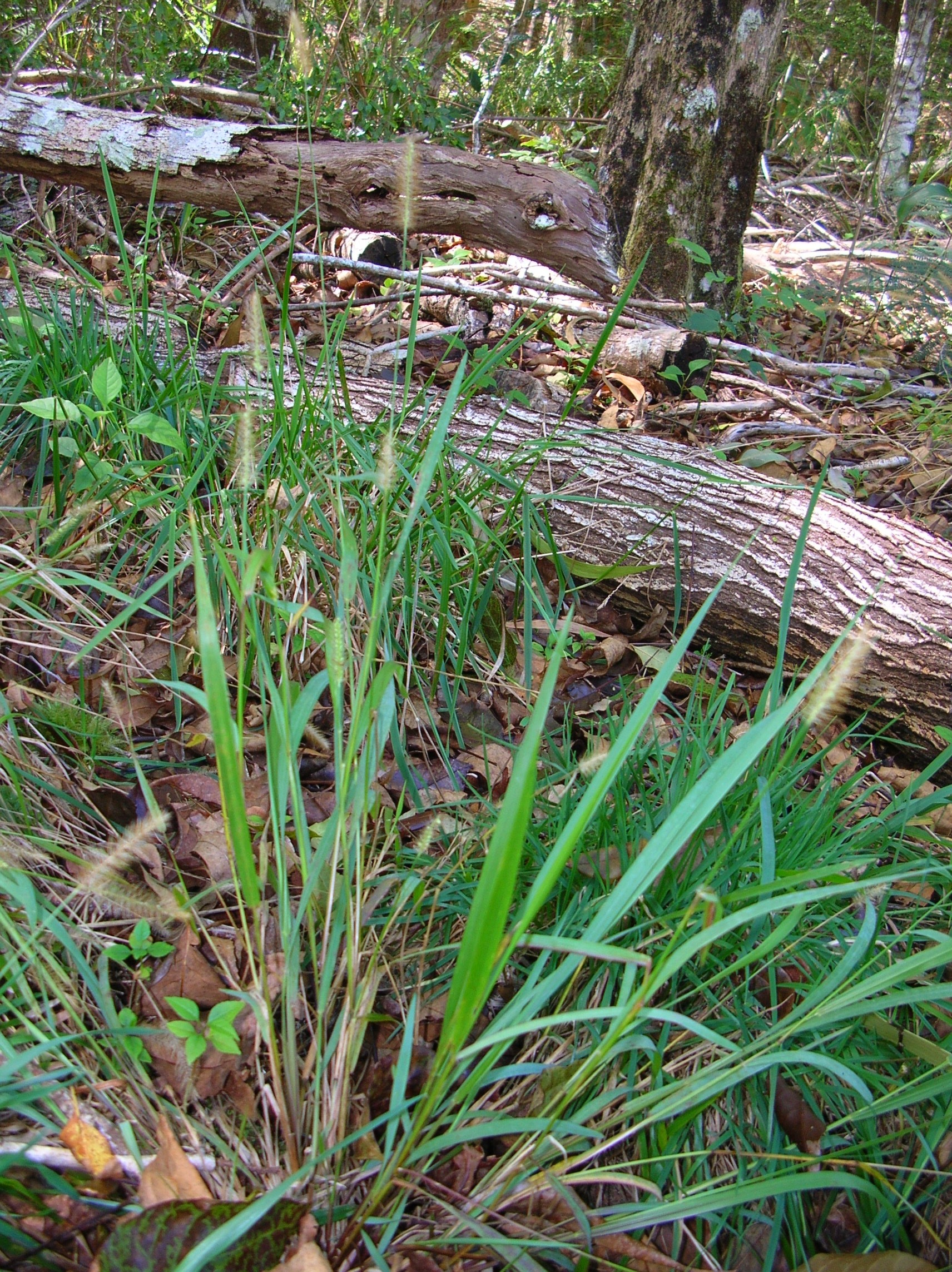
Vista de la planta

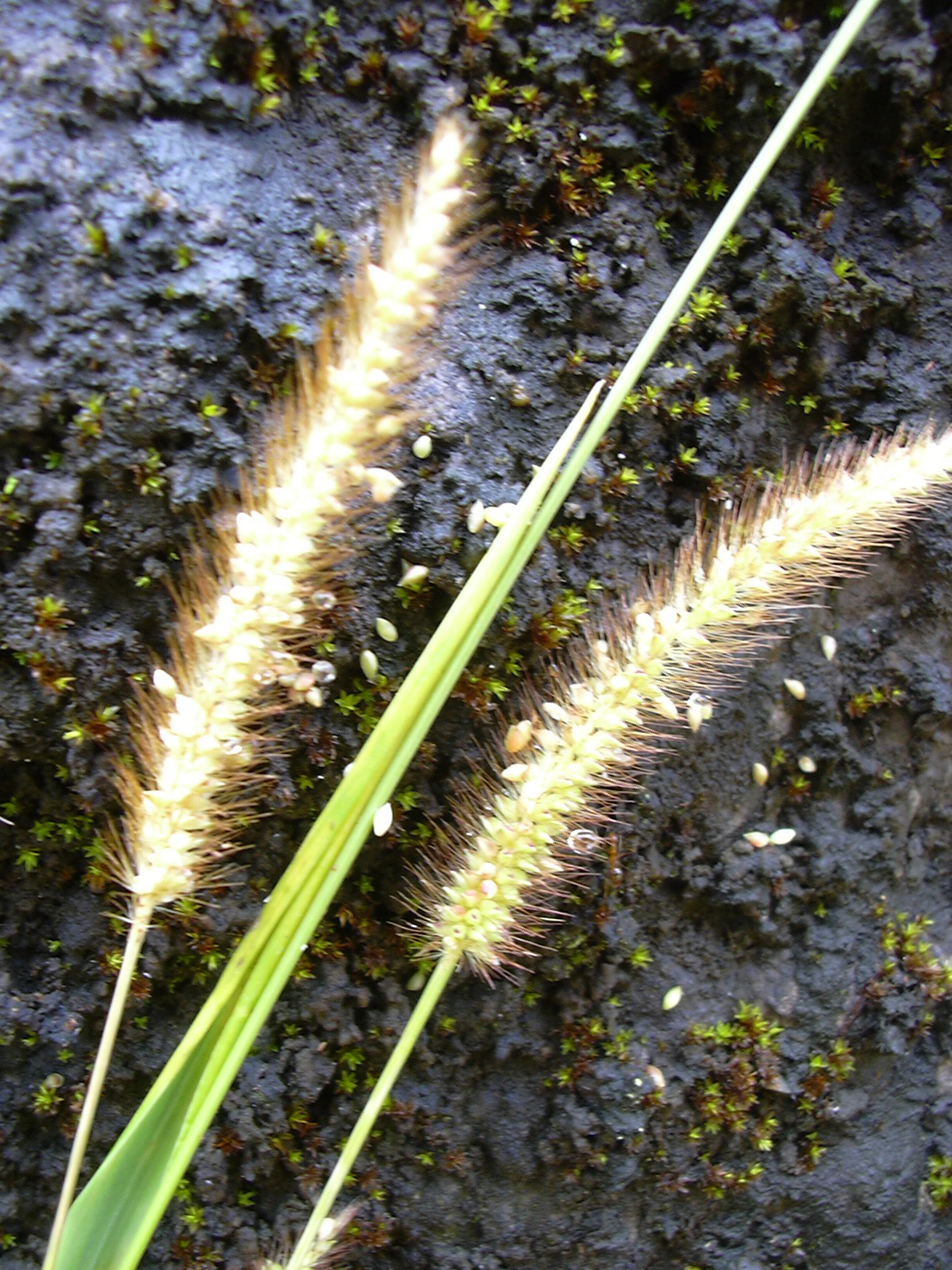
Inflorescencias

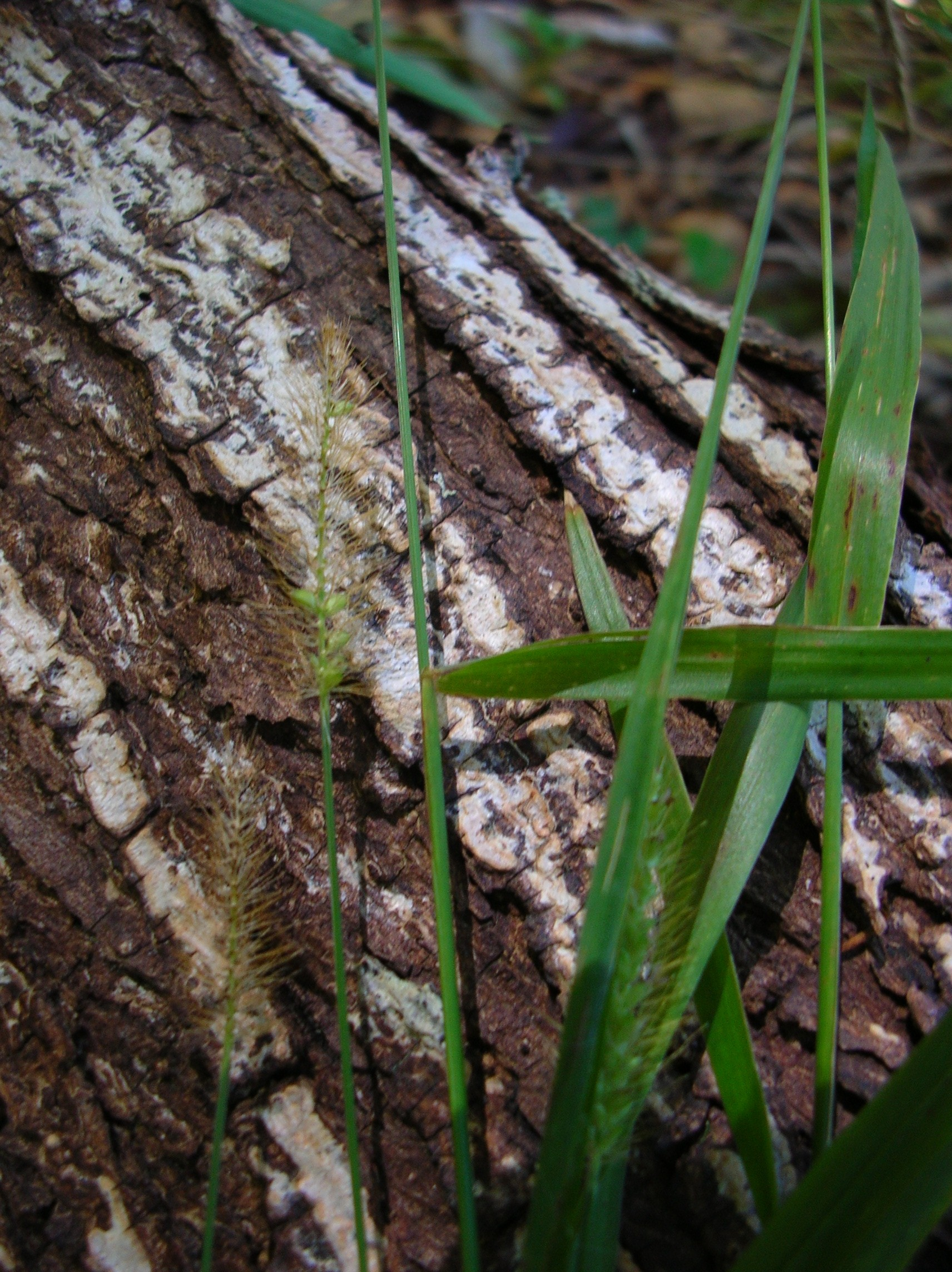
Hojas

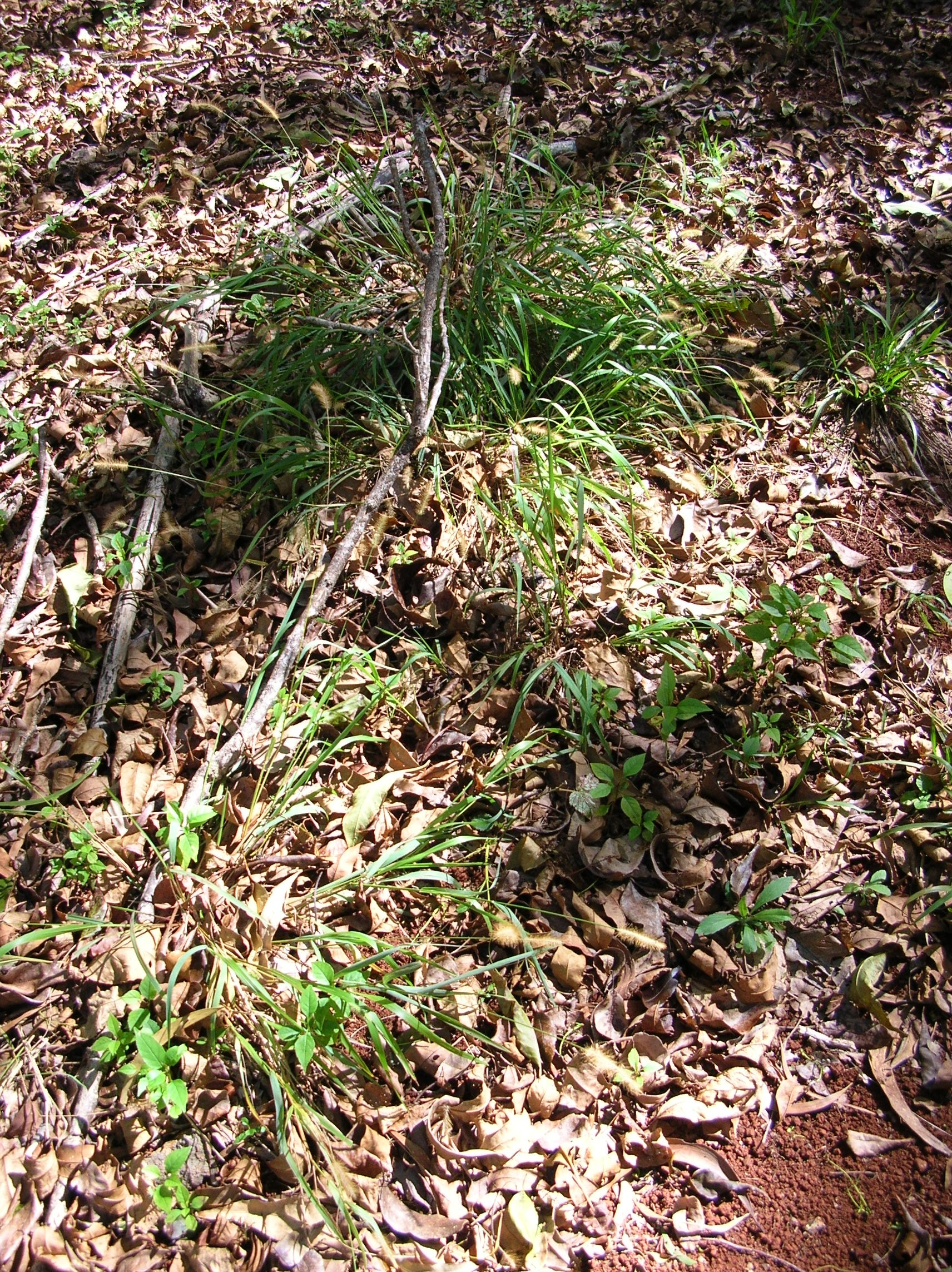
En su hábitat

El cepillo de botellas, paitén (Setaria parviflora) es una especie botánica de gramínea maleza. Crece desde épocas prehistóricas en toda América y las Antillas.

## Descripción
Es una herbácea estival de crecimiento perenne, erguida, rizomatosa, de 30-90 cm de altura, láminas foliares de 2 mm o menos, y 5-7- mm de ancho, largamente acuminada, glabra. Inflorescencia panícula pequeña, 3-5 cm x 1 cm, verde y apariencia de cepillo de limpiar botellas, eje densamente pubescente, espiguillas 2-3 mm plano convexa, ovoides.
En la base de los macollos se generan rizomas muy cortos que le confieren perennidad. Los grupos químicos mencionados para resistencia a herbicidas corresponden a especies muy próximas como Setaria verticillata, Setaria faberii, Setaria viridis, Setaria glauca. No hay reportes para Setaria geniculata a 2008.

## Taxonomía
La especie fue descrita inicialmente como Cenchrus parviflorus por Jean Louis Marie Poiret y publicada en Encyclopédie Méthodique, Botanique 6: 52, en 1804, actualmente, es tanto un sinónimo como el basónimo de esta. Finalmente, sería trasferida al género Setaria por Michel Kerguélen y publicado en Lejeunia; Revue de Botanique. Nouvelle série 120: 161. 1987.

#### Etimología
Setaria: nombre genérico que deriva del latín seta (cerda), aludiendo a las inflorescencias erizadas. 
parviflora: epíteto latino que significa "con pequeñas flores".

#### Sinonimia
- Alopecurus rubicundus Buch.-Ham. ex Wall.
- Cenchrus parviflorus Poir.
- Chaetochloa corrugata var. parviflora (Poir.) Scribn. & Merr.
- Chaetochloa flava (Nees) Scribn.
- Chaetochloa geniculata (Poir.) Millsp. & Chase
- Chaetochloa gracilis (Kunth) Scribn. & Merr.
- Chaetochloa imberbis (Poir.) Scribn.
- Chaetochloa laevigata (Nutt.) Scribn.
- Chaetochloa occidentalis Nash
- Chaetochloa parviflora (Poir.) Scribn.
- Chaetochloa penicillata (J.Presl) Scribn.
- Chaetochloa perennis (Hall) C.Bicknell
- Chaetochloa purpurascens (Kunth) Scribn. & Merr.
- Chaetochloa ventenatii (Kunth) Nash
- Chaetochloa versicolor C.Bicknell
- Chaetochloa viridis var. purpurascens (Kunth) Honda
- Chamaeraphis glauca var. geniculata (Poir.) Kuntze
- Chamaeraphis glauca var. imberbis (Poir.) Kuntze
- Chamaeraphis glauca var. laevigata (Nutt.) Beal
- Chamaeraphis glauca var. penicillata (J.Presl) Kuntze
- Chamaeraphis glauca var. perennis (Hall) Beal
- Chamaeraphis gracilis (Kunth) Kuntze ex Stuck.
- Chamaeraphis imberbis (Poir.) Kuntze ex Stuck.
- Chamaeraphis penicillata (J.Presl) Stuck.
- Chamaeraphis ventenatii (Kunth) Beal
- Echinochloa geniculata (Poir.) Millsp.
- Ixophorus glaucus var. laevigata (Muhl. ex Elliott) Chapm. ex Gatt.
- Ixophorus glaucus var. laevigatus (Nutt.) Gatt.
- Panicum adscendens Hoffm. ex Schult. & Schult.f.
- Panicum alopecuroideum Schreb. ex Steud.
- Panicum ascendens Willd. ex Spreng.
- Panicum beccabunga Rendle
- Panicum berteronianum (Schult.) Steud.
- Panicum brachytrichum Steud.
- Panicum brasiliense Spreng.
- Panicum congestum Döll
- Panicum dasyurum Nees
- Panicum flavum Nees
- Panicum fuscescens Willd. ex Steud.
- Panicum geniculatum Poir.
- Panicum geniculatum Willd.
- Panicum glaberrimum Elliott ex Scribn. & Merr.
- Panicum glaucescens Salzm. ex Döll
- Panicum glaucum Steud. ex Döll
- Panicum gobariense Vanderyst
- Panicum imberbe Poir.
- Panicum laevigatum Elliott
- Panicum lutescens var. flavum (Nees) Backer
- Panicum medium Muhl. ex Elliott
- Panicum occidentale (Nash) Nieuwl.
- Panicum pseudoholcus Steud.
- Panicum raripilum Kunth
- Panicum tejucense Nees
- Panicum ventenatii (Kunth) Steud.
- Panicum versicolor (C.Bicknell) Nieuwl.
- Panicum virescens Salzm. ex Döll
- Panicum vulpinum Willd.
- Pennisetum geniculatum (Poir.) J.Jacq.
- Pennisetum laevigatum Nutt.
- Pennisetum parviflorum (Poir.) Trin
- Setaria affinis Schult.
- Setaria ambigua Schrad.
- Setaria barretoi Boldrini
- Setaria berteroniana Schult
- Setaria brachytricha Mez ex R.A.W.Herrm.
- Setaria discolor Hack.
- Setaria flava (Nees) Kunth
- Setaria flava var. pumila E.Fourn.
- Setaria floriana Andersson
- Setaria geniculata P.Beauv.
- Setaria glauca var. geniculata (Poir.) Urb.
- Setaria glauca var. imberbis (Poir.) Griseb.
- Setaria glauca var. laevigata (Nutt.) Chapm..
- Setaria glauca f. longiseta Vis.
- Setaria glauca f. pallens Hegi
- Setaria glauca var. penicillata (J.Presl) Griseb.
- Setaria glauca var. purpurascens (Kunth) Torr.
- Setaria gracilis Kunth
- Setaria imberbis (Poir.) Roem. & Schult.
- Setaria laevigata (Nutt.) Schult.
- Setaria lutescens var. flava (Nees) Yamam.
- Setaria lutescens f. longiseta (Vis.) Soó
- Setaria lutescens f. pallens (F.Zimm. ex Hegi) Soó
- Setaria penicillata J.Presl
- Setaria perennis Hall
- Setaria purpurascens Kunth
- Setaria stipaeculmis Müll. Hal.
- Setaria stipiculmis C.Muell.
- Setaria streptobotrys E.Fourn.
- Setaria tejucensis (Nees) Kunth
- Setaria tenella Desv.
- Setaria ventenatii Kunth
- Setaria vulpina (Willd.) P.Beauv.[8][9]

## Nombre común
Cola de zorro, paitén, cepillo de botellas, plumerillo, capim, rabo de gato, zacate sedoso, motilla, triguillo
[cita requerida]